# 2056
Rok 2056 (MMLVI) gregoriánského kalendáře začne v sobotu 1. ledna a skončí v neděli 31. prosince.

## Předpokládané a naplánované události
- Budou se konat Letní olympijské hry 2056